# Henophidia
De Henophidia zijn een superfamilie van slangen. Deze superfamilie wordt beschouwd als primitiever dan de twee andere superfamilies, Typhlopoidea en Xenophidia.

## Families
- Aniliidae - Woelslangen
- Anomochilidae
- Boidae - Reuzenslangen
- Bolyeriidae - Round Island-boa's
- Cylindrophiidae - Cilinderslangen
- Loxocemidae - Mexicaanse pythons
- Tropidophiidae - Dwergboa's
- Uropeltidae - Schildstaartslangen
- Xenopeltidae - Aardslangen